# National Academy of Sciences
De National Academy of Sciences (NAS) is de Amerikaanse nationale academie van wetenschappen, die in 1863 is opgericht door president Abraham Lincoln. Leden worden gekozen om hun belangrijke bijdragen aan de wetenschap.
Lidmaatschap van deze vereniging verloopt via nominatie door een academielid en coöptatie. Er zijn ongeveer 2000 Amerikaanse en 350 buitenlandse leden, van wie meer dan 200 een Nobelprijs hebben gewonnen. De NAS is een private, onafhankelijke, non-profitorganisatie. De academie geeft advies aan de Amerikaanse federale overheid en verricht ook onafhankelijke studies. Samen met de National Research Council (opgericht in 1916), de National Academy of Engineering (opgericht in 1964) en het Institute of Medicine (opgericht in 1970) vormt deze de NAS de National Academies.
Anno 2011 waren er vijf Belgen lid, namelijk Thierry Boon (sinds 2006), Christian de Duve (sinds 1975), Jacques Dreze (sinds 1993), Eric Lambin (sinds 2009) en Marc Van Montagu (sinds 1986).
Er waren anno 2009 negen Nederlanders lid van de NAS, onder wie de astronome Ewine van Dishoeck, biochemicus Piet Borst, botanicus Maarten Koornneef en de natuurkundigen Gerard 't Hooft en Martinus Veltman.
De American Institute of Biological Sciences (AIBS) is een wetenschappelijke associatie die zich richt op het bevorderen van biologisch onderzoek en onderwijs in de Verenigde Staten. Deze organisatie is in 1947 opgericht als deel van de National Academy of Sciences.